# Tipula desertorum
Tipula desertorum är en tvåvingeart som beskrevs av Alexander 1946. Tipula desertorum ingår i släktet Tipula och familjen storharkrankar. Inga underarter finns listade i Catalogue of Life.